# Bo Bennich-Björkman
Bo Karl-Filip Bennich-Björkman, född 6 oktober 1926 i Kalmar, död 29 maj 2010 i Uppsala, var en svensk litteraturvetare med inriktning på litteratursociologi. 
Bo Bennich-Björkman forskade kring det kungliga författarämbetet på 1700-talet, litteraturbegreppet och svensk populärfiction. Han var universitetslektor i litteraturvetenskap vid Uppsala universitet och tilldelades professors namn. Bennich-Björkman är begravd på Södra kyrkogården i Kalmar. Han var medlem av Bjerka-Skramstad-släkten Björkman och far till professor Li Bennich-Björkman.